# تاریخ تمدن (کتاب لوکاس)
تاریخ تمدن (به انگلیسی: A Short History of Civilization) کتابی از هنری لوکاس با ترجمهٔ عبدالحسین آذرنگ است که در سال ۱۳۶۹ منتشر و در مراسم کتاب سال جمهوری اسلامی ایران به‌عنوان کتاب شایسته تقدیر معرفی شد.